# Hønefoss
Hønefossⓘ ist eine Kleinstadt in der Provinz (Fylke) Buskerud im Süden Norwegens. Sie gehört zur Kommune Ringerike und ist deren Verwaltungszentrum. 2017 feierte sie den 175. Jahrestag der Ernennung zur Stadt. Sie hat 17.084 Einwohner (Stand: 1. Januar 2024) und umfasst ein Gebiet von 9,71 km².

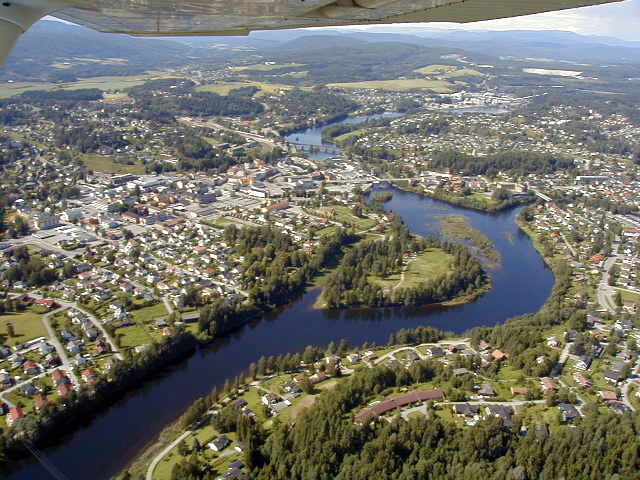
Luftbild von Hønefoss mit Blick Richtung Nordwesten. Im Vordergrund die Storelva, die hier durch Zusammenfluss von Ådalselva (oben) und Randselva (rechts) entsteht.

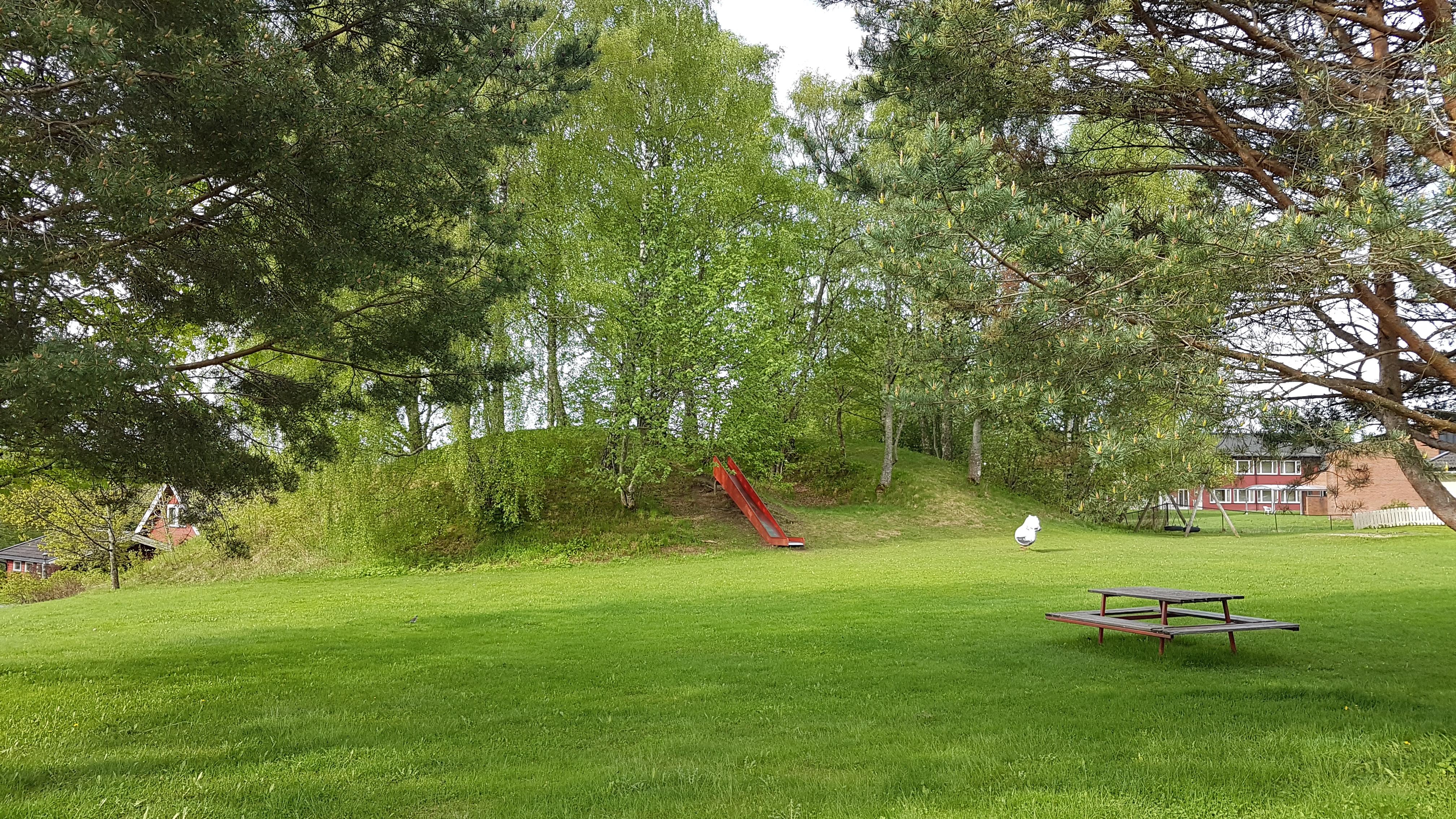
Liljekonvallhaugen, Grabhügel in der Nähe vom Flughafen

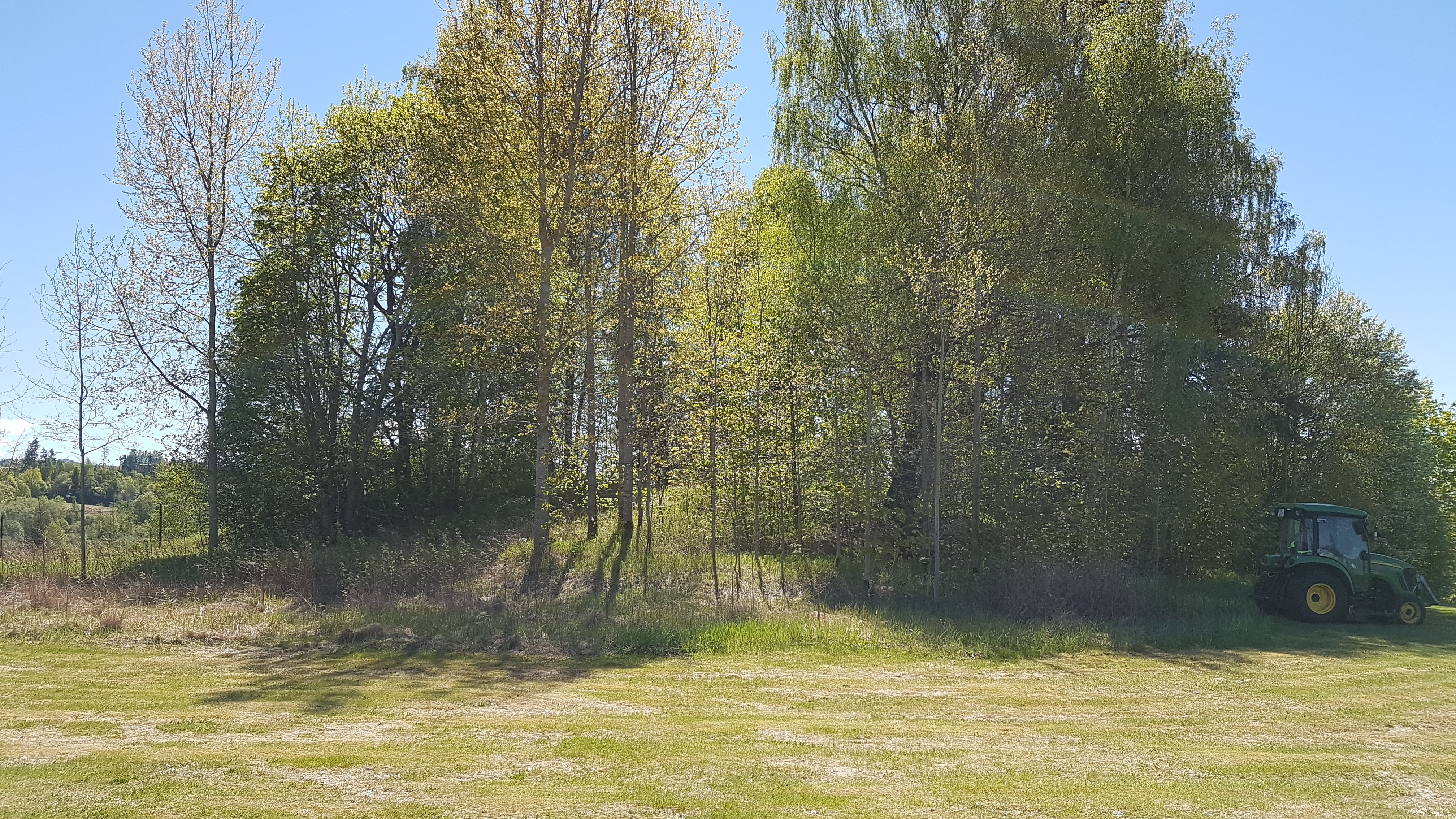
Kongshaugen, Grabhügel in Hønen gård bei Hønefoss

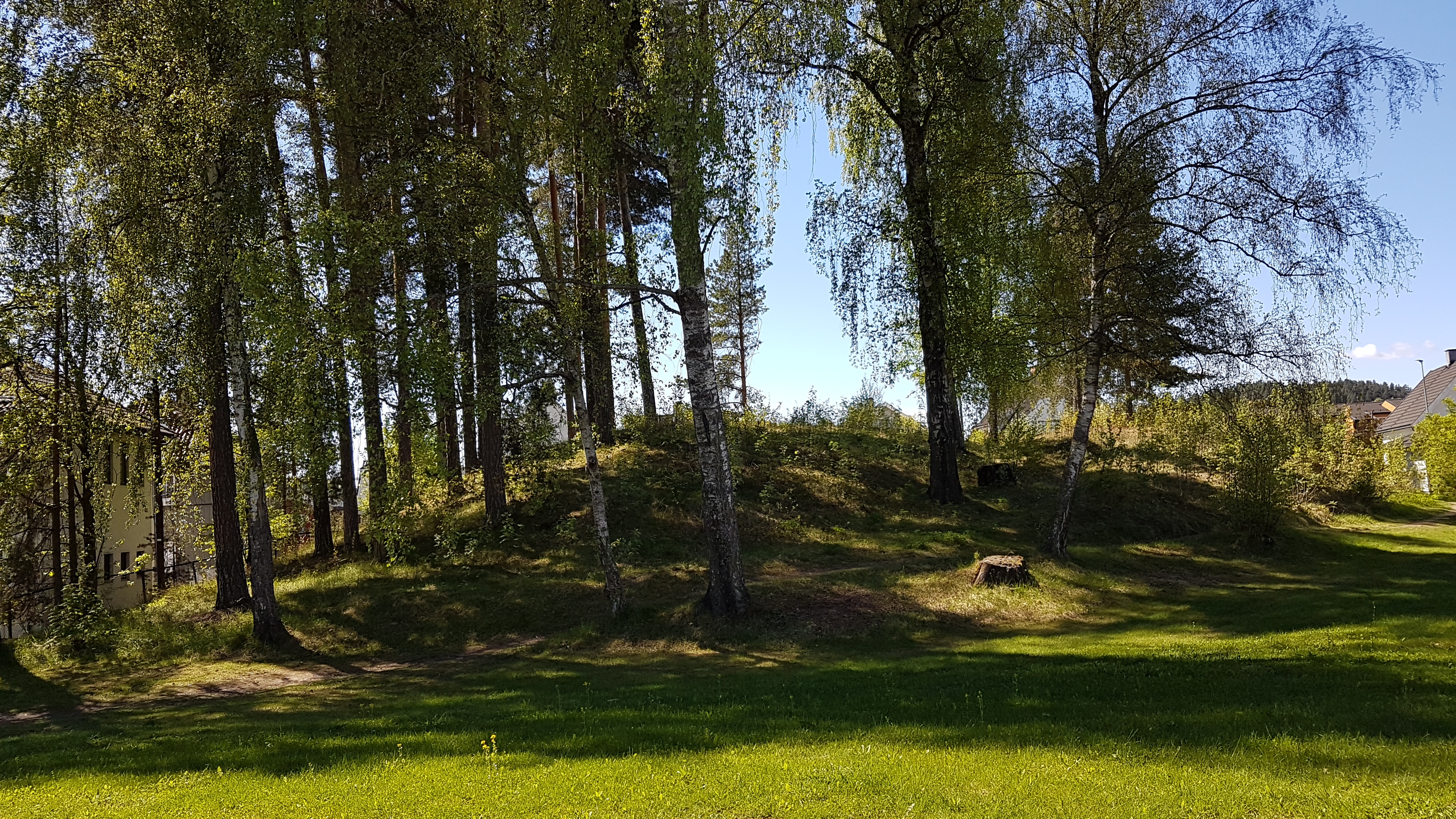
Schjongshaugen, Grabhügel bei Hønefoss

Sie ist für die Gemeinden Ringerike, Hole und Jevnaker das natürliche Handelszentrum. Die Papierproduktion stellt den wichtigsten lokalen Industriezweig dar.

## Geografie
Hønefoss liegt in einem wasserreichen Tal am Zusammenfluss der Flüsse Ådalselva und Randselva, die hier gemeinsam die Storelva bilden. Das Stadtzentrum liegt auf einer Landzunge zwischen Ådalselva und Storelva und erhält seinen Namen vom Wasserfall Hønenfoss (oft auch Hønefoss).
Nordöstlich der Stadt befindet sich der See Randsfjorden. Im Südwesten liegt der Tyrifjorden.

## Verkehr

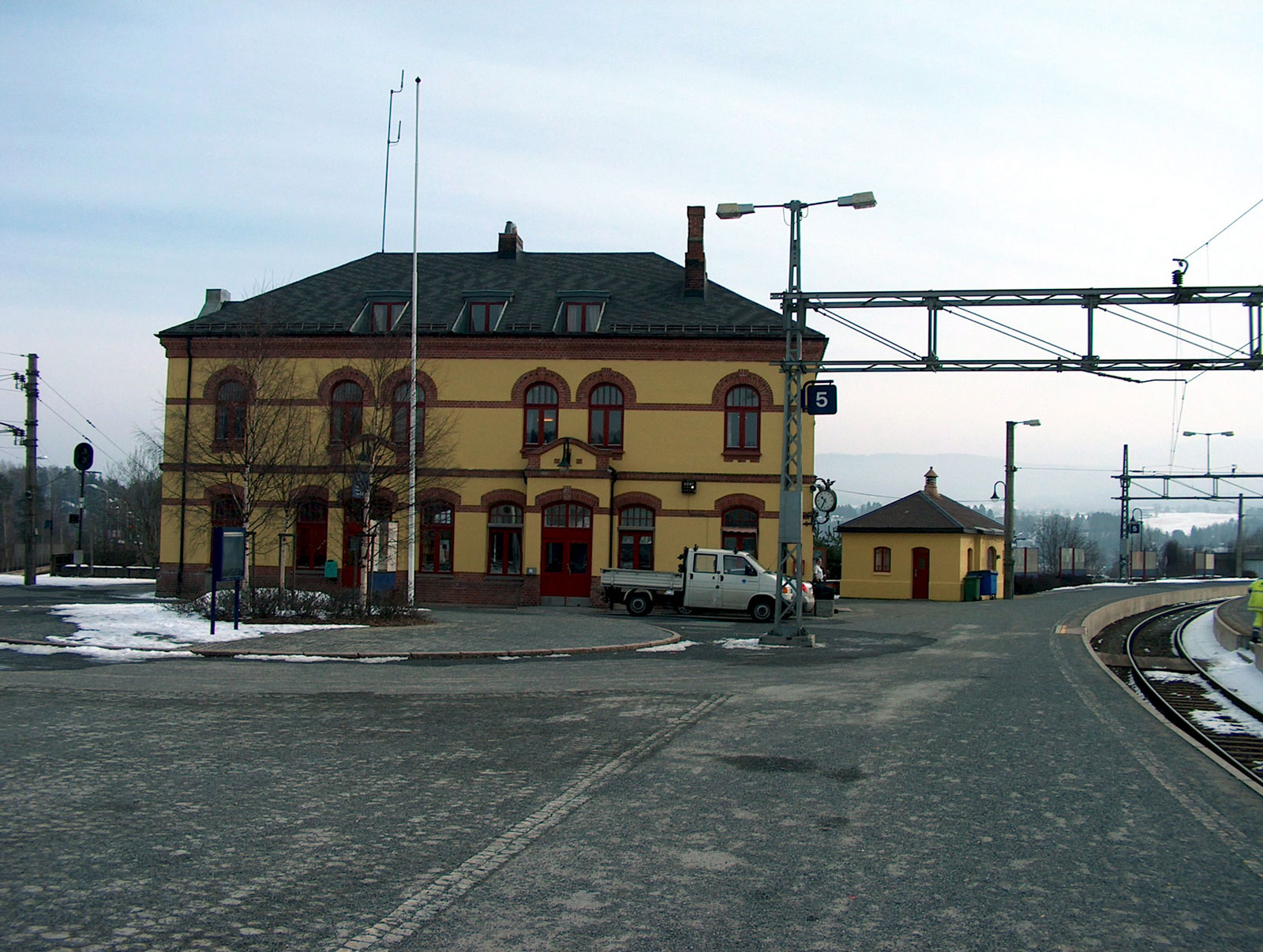
Bahnhof Hønefoss

Hønefoss ist ein wichtiger Verkehrsknotenpunkt. Die Bergensbane Oslo – Bergen führt durch den Bahnhof von Hønefoss, hier zweigen die Roa-Hønefosslinje (Jevnakerbane) nach Roa und die Randsfjordbane zum Randsfjord ab.
Die Hauptverbindungsstraße E16 von Oslo nach Bergen führt ebenfalls über Hønefoss und trifft hier auf den Riksvei 7 nach Hallingdal und Riksvei 35 nach Hokksund und Lunner. Der Steinkreis von Fjøsviken liegt westlich der Europastraße 16, nördlich von Hønefoss.

## Persönlichkeiten
- Olaf Jacobsen (1888–1969), Turner
- Leif Dietrichson (1890–1928), Marineflieger, Pilot Roald Amundsens und mit diesem 1928 verunglückt
- Johan Støa (1900–1991), Skilangläufer
- Trygve Brodahl (1905–1996), Skilangläufer
- Arne Tuft (1911–1989), Skilangläufer
- Asbjørn Osnes (1932–2011), Skispringer
- Harald Gundhus (1942–2007), Jazz-Saxophonist und Flötist
- Svein Engen (* 1953), Biathlet
- Geir Lippestad (* 1964), Rechtsanwalt
- Gabriel Rasch (* 1976), Radrennfahrer
- Tord Asle Gjerdalen (* 1983), Skilangläufer
- Thomas Lobben (* 1983), Skispringer
- Anders Jacobsen (* 1985), Skispringer
- Håvard Bøkko (* 1987), Eisschnellläufer
- Christoffer Fagerli Rukke (* 1988), Eisschnellläufer
- Hege Bøkko (* 1991), Eisschnellläuferin
- Vetle Sjåstad Christiansen (* 1992), Biathlet
- Emilie Marie Nereng (* 1995), Bloggerin, Cheerleaderin und Sängerin
- Mats Søhagen Berggaard (* 1995), Skispringer
- Torstein Træen (* 1995), Radrennfahrer
- Silje Opseth, (* 1999), Skispringerin
- Leo Trotzki verbrachte als Gast von Konrad Knudsen zwischen 1935 und 1937 einige Jahre seines Exils, bis er der Internierung durch die norwegische Regierung nach Mexico entkommen konnte.